# 申喜燮
申 喜燮（シン・ヒソプ、朝: 신희섭、英: Hi-Sup Shin、1964年7月29日 - ）は、大韓民国の元男子プロボクサー。ソウル出身。
東洋太平洋ボクシング連盟 (OPBF)東洋太平洋フライ級王座を第15代（防衛2回のち剥奪）、第16代（防衛4回のち返上）の2回獲得しており、また国際ボクシング連盟 (IBF)世界フライ級王座も1度防衛している経験を持つ。

## 来歴
1980年11月17日、申はプロデビューを果たし、4回失格勝ちを収めた。
1980年11月29日、後に世界ボクシング評議会 (WBC)世界ライトフライ級王者となる張正九と対戦し、初敗北となる4回判定負けを喫した。
その後もノンタイトル戦を続け、1981年8月31日、対ロード満戦6回判定勝利、1981年12月16日、対多田博之戦10回判定勝利、1982年9月18日、対ジュン・レスマト戦7回KO勝利と勝利回数を重ねる。

### OPBF東洋太平洋フライ級王者
1983年1月29日、OPBF東洋太平洋フライ級王座を持つ楊弘洙を相手に挑戦者として対戦し、9回KO勝ちを収めOPBF王座獲得に成功した。
その後は2度の防衛を重ねることとなり、1983年6月5日、対アレン・マキトキ戦で初防衛（8回KO）、1983年7月17日には (WBA)世界フライ級王座を賭けて当時の王者サントス・ラシアルと対戦したが、これは初回1分19秒TKO負けを喫しWBA王座獲得には失敗した。
1983年11月20日、チャラオ・ムアンスリンとの対戦で6回TKO勝ちを収め2度目の防衛に成功したものの、OPBF王座を剥奪され、この時点でノンタイトルとなる。
続く1984年7月17日、レネ・ブサヨンとOPBF東洋太平洋フライ級王座決定戦を争い、3回TKO勝ちを収め8か月ぶり2回目のOPBF王座獲得に成功した。
以降再び王座防衛を重ね、1984年12月8日、対ノンベルト・ナパタヤ戦で初防衛（6回KO）、1985年7月13日、対サクディサムス・シンサマン戦で防衛2（5回TKO）、1985年12月15日、初防衛を争ったノンベルト・ナパタヤと1年ぶりの再戦で防衛3（3回KO）、1986年3月15日、対ティティング・ディグノス戦防衛4（4回TKO）となる。この後、IBF世界フライ級王座に挑むためOPBF東洋太平洋王座を返上しノンタイトルとなった。

### IBF世界フライ級王者から引退まで
1986年8月2日、IBF世界フライ級王者鄭飛源と対戦し、最終15回1分20秒逆転TKO勝ちを収め王座獲得に成功した。スコアは0-3（130-137、126-139、130-138）と大差で鄭がリードを奪っていた。
1986年11月22日、対ヘンリー・ブレント戦13回1分37秒TKOにより初防衛。しかし続く1987年2月22日、元IBF世界ライトフライ級王者ドディ・ボーイ・ペニャロサと対戦し、5回2分10秒TKO負けを喫し2度目の防衛に失敗し、王座から陥落した。この試合を最後に現役を引退した。